# Nekrolog 1241
Nekrolog
◄◄
| ◄
| 1237
| 1238
| 1239
| 1240
| 1241 | 1242 | 1243 | 1244 | 1245 | ► | ►►
Weitere Ereignisse | Allgemeiner Nekrolog 1241
Die Beschreibung der verstorbenen Person sollte so kurz wie möglich gehalten sein und nur deren signifikante Tätigkeit(en) enthalten.
Neue Namen ggf. auch unter dem Geburts- und Sterbedatum, also etwa unter 1. Januar und im Geburts- und Sterbejahr (2024) eintragen (nur bei entsprechender großer Wichtigkeit). Für Beispiele siehe die schon vorhandenen Artikel.
Außerdem über die fünf zuletzt Verstorbenen, zu denen es einen ausreichend guten Artikel für eine Präsentation auf der Hauptseite gibt, nach der todesbedingten Überarbeitung der Artikel ggf. auch unter Wikipedia Diskussion:Hauptseite informieren und sie am besten auch in den anderen Wikipedia-Sprachversionen eintragen. Tipp: Regelmäßig bei news.google.de nach „ist tot“, „gestorben“ oder „verstorben“ suchen.
Wenn eine Person gestorben ist, gibt es viele Seiten zu dieser Person in der Wikipedia, die davon auch betroffen sind und entsprechend aktualisiert werden müssen. Beispiele: Namenübersichtsseite, Geburtsjahr, Geburtsort-Seiten und viele mehr.
Wie finde ich die betroffenen Seiten?
Im Suchfeld auf der linken Seite gibt man den Suchbegriff so ein: „Vorname Nachname“. Dann klickt man auf Volltext und alle Seiten mit entsprechendem Suchtext werden aufgerufen. Hier sieht man dann schnell, wo auch das Todesjahr Sinn macht oder sogar ein Teil des Artikels angepasst werden muss. Auch hilft das „Werkzeug“ auf der linken Seite sehr gut, um solche Seiten aufzufinden: „Links auf diese Seite“. Somit ist die Wikipedia wieder aktuell in allen Bereichen! Hinweis: bei Eintragung der Kategorie „Gestorben JAHR“ wird der Missbrauchsfilter 49 ausgelöst, was jedoch nicht schlimm ist. Siehe: Spezial:Missbrauchsfilter/49
Dies ist eine Liste von im Jahr 1241 verstorbenen bekannten Persönlichkeiten. Die Einträge erfolgen innerhalb der einzelnen Daten alphabetisch sortiert. Tiere sind im Nekrolog für Tiere zu finden.

## Januar
| Tag        | Name        | Beruf, bekannt als                                    | Alter | Beleg |
| ---------- | ----------- | ----------------------------------------------------- | ----- | ----- |
| 3. Januar  | Hermann II. | deutscher Adliger, Landgraf von Thüringen (1227–1241) | 18    |       |
| 28. Januar | Gottschalk  | Benediktinerabt in Liesborn                           |       |       |

## Februar
| Tag         | Name        | Beruf, bekannt als            | Alter | Beleg |
| ----------- | ----------- | ----------------------------- | ----- | ----- |
| 15. Februar | Heinrich I. | Graf von Ortenburg und Murach |       |       |
| Februar     | Morgan Gam  | Lord von Afan (Südwales)      |       |       |

## März
| Tag      | Name         | Beruf, bekannt als                    | Alter | Beleg |
| -------- | ------------ | ------------------------------------- | ----- | ----- |
| 16. März | Stephan III. | Graf von Auxonne und Châlon-sur-Saône |       |       |
| 28. März | Waldemar II. | König von Dänemark                    | 70    |       |

## April
| Tag      | Name                      | Beruf, bekannt als                                         | Alter | Beleg |
| -------- | ------------------------- | ---------------------------------------------------------- | ----- | ----- |
| 9. April | Heinrich II.              | Herzog von Schlesien, Herzog von Polen, Princeps von Polen |       |       |
| 9. April | Andreas Wrbna-Freudenthal | schlesischer Adliger                                       |       |       |

## Mai
| Tag     | Name              | Beruf, bekannt als | Alter | Beleg |
| ------- | ----------------- | ------------------ | ----- | ----- |
| 26. Mai | Roger Bernard II. | Graf von Foix      |       |       |

## Juni
| Tag      | Name                                 | Beruf, bekannt als                        | Alter | Beleg |
| -------- | ------------------------------------ | ----------------------------------------- | ----- | ----- |
| 24. Juni | Iwan Assen II.                       | Sohn des bulgarischen Zaren Iwan Assen I. |       |       |
| 27. Juni | Gilbert Marshal, 4. Earl of Pembroke | englischer Peer, Marschall von England    |       |       |
| 28. Juni | Heinrich I. von Burgau               | Markgraf von Burgau                       |       |       |

## August
| Tag        | Name                      | Beruf, bekannt als   | Alter | Beleg |
| ---------- | ------------------------- | -------------------- | ----- | ----- |
| 10. August | Eleonore von der Bretagne | englische Prinzessin |       |       |
| 22. August | Gregor IX.                | Papst (1227–1241)    |       |       |

## September
| Tag           | Name                     | Beruf, bekannt als                    | Alter | Beleg |
| ------------- | ------------------------ | ------------------------------------- | ----- | ----- |
| 20. September | Konrad II. von Salzwedel | Bischof von Cammin                    |       |       |
| 23. September | Snorri Sturluson         | altisländischer Skalde und Historiker |       |       |
| 26. September | Fujiwara no Sadaie       | japanischer Dichter                   |       |       |

## Oktober
| Tag         | Name                | Beruf, bekannt als                              | Alter | Beleg |
| ----------- | ------------------- | ----------------------------------------------- | ----- | ----- |
| 11. Oktober | Stephen of Seagrave | englischer Riiter, Justiciar und Lordrichter    |       |       |
| 29. Oktober | Guigues IV.         | Graf von Forez und Nevers, Auxerre und Tonnerre |       |       |

## November
| Tag          | Name          | Beruf, bekannt als  | Alter | Beleg |
| ------------ | ------------- | ------------------- | ----- | ----- |
| 10. November | Coelestin IV. | Papst im Jahre 1241 |       |       |

## Dezember
| Tag          | Name                    | Beruf, bekannt als                                                   | Alter | Beleg |
| ------------ | ----------------------- | -------------------------------------------------------------------- | ----- | ----- |
| 1. Dezember  | Isabella von England    | englische Prinzessin, Kaiserin des Heiligen Römischen Reichs         |       |       |
| 8. Dezember  | Hugh of Pattishall      | englischer Geistlicher, Lord High Treasurer und Bischof von Coventry |       |       |
| 11. Dezember | Ögedei Khan             | Mongolenherrscher                                                    |       |       |
| 14. Dezember | Gernand von Brandenburg | Bischof von Brandenburg                                              |       |       |

## Datum unbekannt
| Tag | Name                                  | Beruf, bekannt als                                                              | Alter | Beleg |
| --- | ------------------------------------- | ------------------------------------------------------------------------------- | ----- | ----- |
|     | Altmann II. von Abensberg             | Adliger                                                                         |       |       |
|     | Amalrich VII. von Montfort            | Konstabler von Frankreich, Graf von Montfort                                    |       |       |
|     | Gertrud von Babenberg                 | durch Heirat Landgräfin von Thüringen                                           |       |       |
|     | Gilbert Basset                        | englischer Adliger und Rebell                                                   |       |       |
|     | Walter de Dunstanville                | englischer Adliger                                                              |       |       |
|     | William de Forz, 3. Earl of Albemarle | englischer Baron                                                                |       |       |
|     | Bohuslav I. von Hrabischitz           | tschechischer Adliger aus dem Geschlecht der Hrabischitzer                      |       |       |
|     | Gautier le Cornu                      | Erzbischof von Sens                                                             |       |       |
|     | Irene Laskarina                       | Tochter des byzantinischen Basileus Theodor I. Laskaris                         |       |       |
|     | Manuel Komnenos Dukas Angelos         | byzantinischer Despot in Epirus und Thessalien, Thronprätendent in Thessaloniki |       |       |
|     | Peter de Maulay                       | französischer Ritter im Dienst der englischen Könige                            |       |       |
|     | Narjot de Toucy                       | Regent des lateinischen Kaiserreichs                                            |       |       |
|     | William                               | Bischof von Argyll                                                              |       |       |